# Eustala gonygaster
Eustala gonygaster är en spindelart som först beskrevs av Carl Ludwig Koch 1838.  Eustala gonygaster ingår i släktet Eustala och familjen hjulspindlar. Inga underarter finns listade i Catalogue of Life.